# Jang Do-yeon
Jang Do-yeon (10 de marzo de 1985) es una comediante surcoreana.

## Carrera
Fue miembro del reparto en el espectáculo de variedades We Got Married junto a Choi Min-yong.

## Filmografía

### Series de televisión
| Año  | Título                            | Rol                               | Red   | Notas                      | Ref.   |
| ---- | --------------------------------- | --------------------------------- | ----- | -------------------------- | ------ |
| 2013 | Master's Sun                      |                                   | SBS   |                            |        |
| 2014 | Plus Nine Boys                    |                                   | tvN   | Cameo                      | [ 5 ]  |
| 2014 | Modern Farmer                     |                                   | SBS   | Cameo                      | [ 6 ]  |
| 2015 | ko                                | Ahn Young-i                       | tvN   | Personaje principal        | [ 7 ]  |
| 2015 | The Family is Coming              | Jang Do-yeon                      | SBS   | Varios personajes          | [ 8 ]  |
| 2016 | Drinking Solo                     | Seo Do-yeon (profesora)           | tvN   | Episodio 12                |        |
| 2016 | Sweet Stranger and Me             | prometida de Jung Hyun (pasajera) | KBS2  | Episodios 1, 8             |        |
| 2016 | Ugly Miss Young-Ae Season 15      |                                   | tvN   | Episodio 14                |        |
| 2017 | Radiant Office                    | Cliente                           | MBC   | Episodio 2, cameo          |        |
| 2023 | Con tacto especial                | Presentadora de televisión        | JTBC  | Aparición especial, ep. 16 | [ 9 ]  |
| 2024 | Dreaming of a Freaking Fairy Tale | Señora Who                        | TVING | Serie web                  | [ 10 ] |

### Apariciones en programas de televisión
| Año           | Título                                      | Cadena | Notas                                                                            |
| ------------- | ------------------------------------------- | ------ | -------------------------------------------------------------------------------- |
| 2015-18       | I Can See Your Voice                        | Mnet   | miembro del panel de detectives (Ep 1-2, 6, 8, 10; 1-12; 1-18; 1, 3-4, 7, 10-11) |
| 2017          | Battle Trip                                 | KBS2   | (Ep. 35–36) - Concursante con Park Na-rae                                        |
| 2018          | Running Man                                 | SBS    | invitada                                                                         |
| 2019          | 5 Bros (괴팍한5형제)                        | JTBC   | (ep. #1) - invitada                                                              |
| 2021          | All Girls' School Detective's Club          | TVing  | miembro                                                                          |
| 2022          | Sisters Run - Witch Fitness Basketball Club | JTBC   | miembro                                                                          |
| 2020-presente | I Live Alone                                | MBC    | (ep. #333 - presente) - miembro                                                  |

## Premios y nominaciones
| Año  | Premio                              | Categoría                                               | Nominación                                       | Resultado | Ref.                 |
| ---- | ----------------------------------- | ------------------------------------------------------- | ------------------------------------------------ | --------- | -------------------- |
| 2015 | 51 Baeksang Arts Awards             | Mejor Intérprete Femenina de variedades                 | Comedy Big League                                | Nominada  |                      |
| 2016 | 52 Baeksang Arts Awards             | Mejor Intérprete Femenina de variedades                 | Comedy Big League                                | Nominada  |                      |
| 2016 | tvN10 Premios                       | Mejor Actriz                                            | Comedy Big League                                | Nominada  | [ 15 ]               |
| 2016 | tvN10 Premios                       | Premio "Esclavo" de la Variedad                         | Comedy Big League                                | Nominada  | [ 15 ]               |
| 2017 | 53 Baeksang Arts Awards             | Mejor Intérprete Femenina de variedades                 | Comedy Big League                                | Nominada  | [ 16 ]               |
| 2019 | 2019 MBC Entertainment Award        | Best Entertainer Award                                  |                                                  | Ganadora  | [ 17 ]               |
| 2020 | Korean Popular Culture & Arts Award | Minister of Culture, Sports, and Tourism’s Commendation |                                                  | Ganadora  | [ 18 ] [ 19 ]        |
| 2020 | Asia Model Award                    | Fashionista Award                                       | -                                                | Ganó      | [ 20 ]               |
| 2020 | SBS Entertainment Award             | Excellence Award (Show/Variety)                         | Telegna,” “2020 Tail                             | Ganó      | [ 21 ]               |
| 2020 | SBS Entertainment Award             | Hot Star Award (OTT) (junto a Park Na-rae)              | PJ Date Consulting                               | Ganaron   | [ 22 ]               |
| 2020 | 2021 Korea First Brand Award        | Female Variety Star                                     | -                                                | Ganó      | [ 23 ]               |
| 2021 | 57th Baeksang Arts Award            | Best Female Entertainer                                 | -                                                | Ganó      | [ 24 ] [ 25 ] [ 26 ] |
| 2021 | KBS Entertainment Awards            | Best Entertainer in Show & Variety                      | Dogs Are Incredible                              | Ganadora  | [ 27 ]               |
| 2021 | SBS Entertainment Award             | Nex Level Award                                         | Womance Story of the Day When You Bite Your Tail | Ganadora  | [ 28 ]               |